# 吴寿坤
吴寿坤（1833年—1900年），字德舆，号仪臣，福建霞浦人，清朝政治人物。
登咸丰辛酉拔萃科，朝考一等，在直隶时受李鴻章赏识，留京襄纂《畿辅通志》，4年后赴晋州为官，后任广平、鸡泽、获鹿等县知县。1900年因病辞休，病逝于申江。吴为官清廉，在任20年余而无所积蓄，唯遗留书卷数卷。

## 家庭
其孙吴怀瑾为中華民國教育人物。

## 著作
著有《读我书室诗存》《摩兜坚诗抄》等。